# Buchbrunn
Buchbrunn ist eine Gemeinde im unterfränkischen Landkreis Kitzingen sowie Mitglied der Verwaltungsgemeinschaft Kitzingen.

## Geografie
Die Gemeinde liegt in der Region Würzburg (Bayerische Planungsregion 2). Sie hat keine weiteren Gemeindeteile.
Nachbargemeinden sind (von Norden beginnend im Uhrzeigersinn): Mainstockheim, Kitzingen und Biebelried.
Naturräumlich liegt Buchbrunn auf den sogenannten Hochflächen im südlichen Maindreieck, die zu den Gäuflächen im Maindreieck gezählt werden. Typisch sind die etwa 300 m hohen Flächen, die in Richtung des Maines steil abfallen.

## Geschichte
Um die Erforschung der Geschichte der Gemeinde nimmt sich in erster Linie der Verein Geschichte in Buchbrunn an.

### Ur- und Frühgeschichte
Ein Fundplatz aus der Jungsteinzeit auf der Buchbrunner Gemarkung belegt eine Siedlung der Linearbandkeramik. Es wurden 26 Hausgrundrisse aus verschiedenen Bauphasen freigelegt, was auf eine lange Siedlungsphase schließen lässt (ca. 5300 bis 5000 v. Chr.).

### 8./9. Jahrhundert
Die Besiedlung der Gegend im heutigen Landkreis Kitzingen begann im 8. Jahrhundert mit der Christianisierung des damaligen Germaniens. In unserem Raum wirkte als erster Missionar der irische Wanderprediger Kilian, der als Frankenheiliger verehrt wird. Seine Gebeine sind in der Kiliansgruft unter der Neumünsterkirche in Würzburg beigesetzt. In diese Zeit fällt die Gründung des Benediktinerinnenkloster Kitzingen (745).
Im 8. und 9. Jahrhundert entstanden in der Umgebung dieses Klosters Gehöfte und Mühlen, die diesem unterstanden und deren Bewohner Frondienste leisten mussten. Den zehnten Teil ihrer Einkünfte aus Landwirtschaft, Jagd und Fischerei mussten sie an das Kloster abführen. Drei solcher Zehnthöfe wurden auch in Buchbrunn gegründet. Davon sind nur noch Teile erhalten. Das älteste war vermutlich das Haus Hofstraße 8 der Familie Christian Geißendörfer. Der Zehnthof musste vor etlichen Jahren einem Neubau weichen. Als weiterer Zehnthof, der in seinen Grundstrukturen noch steht und bewirtschaftet wird, gilt das Anwesen der Familie Schleyer (Neuer Weg 5). Der dritte Hof, die ehemalige Burg, wurde 1947 wegen Baufälligkeit abgerissen. An ihrer Stelle erbaute Georg Seynstahl sein Haus (Am Hühnerberg 23). Die Gehöfte wurden in nächster Nähe einer Quelle erbaut und zum Schutz gegen Überfälle mit starken Mauern umgeben. Der Schutz dieser befestigten Zehnthöfe zog weitere Siedler an.

### 1007
Das Kloster Kitzingen samt den ihm unterstehenden Gehöften wurde im Jahre 1007 dem Bistum Bamberg als Lehen übereignet. Buchbrunn unterstand nun der Herrschaft der reichen Hohenloher, deren Geschlecht aber bald ausstarb. Das Besitztum kam dann zu 5⁄8 an das Hochstift Würzburg und zu 3⁄8 an die Burggrafen von Nürnberg.

### 9. Mai 1244
Erstmals genannt wurde der Ort Buchbrunnen in einer Urkunde vom 9. Mai 1244, als ein Heinrich von Bochprunin in Streitsachen des Grafen Friedrich von Castell mit der Äbtissin des Klosters Kitzingen vor Gericht bezeugte, dass das Frauenkloster den Zehnten von Birklingen zu beanspruchen habe. Diese Urkunde ist von dem Adligen Heinrich von Bochprunin unterzeichnet.

### 13. Jahrhundert
Das Dorf scheint schon damals ziemlich ausgedehnt gewesen zu sein, denn neben den Herren von Buchbrunn, die bis 1325 auf der „Burg“ wohnten, erhielten die verschiedenen Landes- und Zehntherren regelmäßige Abgaben. Die Bezeichnung Klosterhof für das Anwesen Hofstraße 8 (Geißendörfer) erinnert daran, dass das Benediktinerinnenkloster in Kitzingen dort Zehntrechte hatte und sie durch einen eigenen Schultheiß verwalten ließ. Ein anderer Teil der Buchbrunner Höfe war den Herren Fuchs von Dornheim (1280) abgabepflichtig. Deren Zehnthof war das Anwesen Neuer Weg 5 (Schleyer). 1390 fiel ein Teil dieser Rechte als Reichslehen an die Burggrafen von Nürnberg und ein anderer Teil an das Bistum Würzburg. Den Würzburger Teil übernahmen später, von 1443 bis 1629, die Markgrafen von Ansbach.
Im 13. Jahrhundert wurde eine Kapelle im gotischen Stil errichtet. Diese bildet den Chorraum der heutigen evangelischen Kirche. Rings um die Kapelle war der Friedhof angelegt. Buchbrunn war um diese Zeit noch keine selbständige Pfarrei; es wurde vom Geistlichen aus Mainstockheim betreut.

### 1470–1480
Das Dorf hatte sich durch seine günstige Lage mit viel Wasser, Wald und fruchtbarem Boden gut entwickelt. Bald wurde die Kapelle zu klein. Da erteilte auf Ersuchen der Äbtissin Margaretha III. von Hirschberg der Fürstbischof Rudolf II. von Scherenberg die Genehmigung zum Bau einer Kirche (7. März 1470). Zehn Jahre dauerte die Bauzeit, bis sie 1480 unter der Äbtissin Magdalena von Leonrod zu Ehren der Heiligen Maria Magdalena geweiht wurde. Von der Erstausstattung der Kirche sind noch das mittelalterliche Altarkreuz, die gotische Sakramentsnische neben dem Altar, zwei Fenster nach Süden, der gotische Sakristeischrank mit reichen Ornamentschnitzereien und ein goldener Abendmahlskelch vorhanden. Fürstbischof Lorenz von Bibra erhob 1506 mit Zustimmung der Äbtissin Margaretha IV. von Baldersheim und des Pfarrers Jodokus Gruber von Mainstockheim das Gotteshaus zur Pfarrkirche und trennte sie von der Pfarrei Mainstockheim.

### 16. Jahrhundert
Der erste bekannte katholische Pfarrer war Nikolaus Jäger. Er ließ 1522 einen Taufstein fertigen, der zu den ältesten und schönsten der Gegend gehört. Sein Name und Wappen (Jagdhorn) sind eingemeißelt.
Georg der Fromme, ein Ansbacher Markgraf, führte 1523 die Reformation ein. Buchbrunn, dessen Einwohner keine Leibeigenen waren, wurde evangelisch. Nach Pfarrer Jäger kam als erster evangelischer Pfarrer 1556 Johannes Hartmann, und er wirkte bis 1604. Dieser legte 1556 auch die ersten Kirchenbücher an, die noch vorhanden sind.

### 1588
Ein Großbrand äscherte das Dorf 1588 fast vollständig ein. Die Kirche und das Pfarrhaus wurden vom Feuer verschont, da sie von Mauern umgeben waren.

### 1611–1612
Trotz dem verheerenden Feuer scheint das erste Jahrhundert der Neuzeit dem Ort auch zahlenmäßig ein bedeutendes Wachstum gebracht zu haben. Dies hatte zur Folge, dass der Friedhof um die Kirche als Begräbnisstätte nicht mehr ausreichte. 1611 wurde am Nordende des Dorfes ein neuer Friedhof angelegt und durch Dekan Codomann aus Kitzingen geweiht. Der Weihehandlung schloss sich ein Begräbnis an für den „dazumal christlich verschiedenen, ehrbaren, achtbaren und fürnehmen Andreas Reß, eine[r] Gerichtsperson“.
1612 wurde eine schön gestaltete Friedhofskanzel aus Stein errichtet. Auf einer Wandfläche ist zu lesen:
„DER ERBAR HANS RASP SENIOR IM GERICHT ZU BUCHBRUNN

8. DEC. AO 1612 IN CHRISTO ENTSCHLAFEN HAT DIESEN PREDIGTSTUHL

DIESORTS ZU BAUEN HINTERLASSEN. GOTT GNADE IHM UND UNS ALLEN. AMEN:

IN CHRISTO LEBT ICH FRÖHLICH HIN STERBEN IST WORDEN MEIN GEWINN“
Auch das erste künstlerisch gestaltete Grabdenkmal von 1615 ist noch erhalten, wenn auch seine Schrift durch Verwitterung kaum noch lesbar ist. Sie lautet:
„ALS TAUSENDUND SECHSHUNDERT JAHR, FÜNZEHN MEHR GEZEHLET WAR

ELISABETH EIN ALT MATRON, DEN STEIN ZU EHRN HAT SETZTN LON

IHRN MÄNNERN BEID UND KINDERN ALL, DEREN ZEHN WAREN AN DER ZAHL

HANS HOLZMANN CLOSTERSCHULTHEIS WAR, STARB DA ER SECHSUNDVIERZIG JAHR

ANDREAS RESS DER ANDER MANN, BUCHBRUNN DEN ZWÖLFTEN ZUGETAN

DEN ACKER GOTTES WEIHET EIN, -ELF SCHRIEB MANN- MIT DEM LEICHNAHM SEIN

AM ERST DARAN DER ORT BEKANNT, ANDRESGARTEN WIRD GENANNT

GOTT GNAD DEN SEELEN UND HELF ZUR ZEIT; UNS NACH IN D’ EWIG HERRLICHKEIT:“

### 1615
Ein besonderes Ereignis war der Erdfall von 1615. An der Lochgasse brach ohne ersichtlichen Grund ein Stück Garten samt dem darauf stehenden Nussbaum ein. Dieser versank in einem tiefen Spalt, dessen Wandungen aus Lehm und Felsgestein bestanden. Wenn man einen Stein in den Abgrund warf, prallte er mehrmals an vorspringenden Felsen ab, bis er tief unten im Wasser aufschlug. Ständig war das Rauschen von Wasser zu hören, dessen Stärke mit dem Anschwellen oder Absinken des Mains in Zusammenhang stand. Dass eine unterirdische Verbindung mit dem Fluss bestand, ergab sich daraus, dass in den Spalt geworfene Strohwische nach geraumer Zeit in Mainstockheim und bei der Mainmühle nahe Kitzingen wieder zum Vorschein kamen. 1713 wurde das Loch zugeschüttet.
Als Kaiser Matthias den Generalpostmeister Fürst von Thurn und Taxis beauftragte, einen kurzen Weg von Brüssel, über Frankfurt und Nürnberg, nach Prag zu bauen, bekam Buchbrunn 1615 unter dem Posthalter Küchenmeister als erster Ort in der ganzen Umgebung eine Poststelle. Erinnert sei an die Alte Poststraße von Kitzingen, die durch einen tiefen Hohlweg hinter dem neuen Friedhof in Richtung Buchbrunn führte.

### 1618–1648
Der Dreißigjährige Krieg erstickte mit seinen furchtbaren Plünderungen und Morden durch verwilderte Soldatenhaufen und Pestepidemien fast alles Leben. Plündernde Soldaten nahmen den Bewohnern ihr letztes Hab und Gut. Durch die Pest starben im Jahre 1632 84 und 1634 70 Menschen. Der Ort war nach Ende des Krieges wie ausgestorben.
Im Jahre 1629 kaufte der Bischof von Würzburg die bereits erwähnten Anteile vom Markgrafen von Ansbach und vom Burggrafen von Nürnberg zurück und war damit wieder der Landesherr. Für die seit Einführung der Reformation 1523 zum evangelischen Glauben konvertierten Buchbrunner begann eine schwere Zeit. Neben den Schrecken des Dreißigjährigen Krieges hatten sie nun auch unter der Verfolgung des Würzburger Bischofs zu leiden. Der Landesherr erließ 1629 sein Religions- und Reformationsedikt, wonach alle Protestanten innerhalb von vier Wochen zum katholischen Glauben überzutreten hatten oder das Land verlassen mussten. Die Bedrückung war so stark, dass nur acht Familien ihrem evangelischen Bekenntnis treu blieben. Erst 1651 wurde der konfessionelle Stand von 1629 wiederhergestellt: Buchbrunn durfte evangelisch bleiben.

### 18. Jahrhundert
Schon bald nach dem Dreißigjährigen Krieg mit all seinen Folgen regte sich das Leben im Dorf wieder. Die Entwicklung von Landwirtschaft, Weinbau, Handel und Gewerbe brachte den Dorfbewohnern neue Erwerbsmöglichkeiten. Die Bevölkerung wuchs, und der Ort breitete sich aus. Buchbrunn hatte damals auch ein Waldgebiet, das sich über die Höhe nach Osten bis zum Main hinzog. 1792–1797 lagerte dort eine Einheit des napoleonischen Heeres, die Weinberge und Wald völlig verwüstete. Der Flurname Holz weist darauf hin. In den 1950er Jahren wurden bei Grabungsarbeiten am Bahndamm Knochenreste von Pferden gefunden, die aus dieser Zeit stammen. Die Aufteilung des Dorfes in mehrere verschiedene Herrschaftsbereiche wurde erst aufgehoben, als 1802 das Hochstift Würzburg beseitigt und 1814 Franken zu Bayern geschlagen wurde.

### 19. Jahrhundert
Bis zum Beginn des 19. Jahrhunderts wurde die Buchbrunner Kirche simultan genutzt. Zwischen den Konfessionen herrschte deshalb häufig Unfrieden. Durch die Vermittlung des Bistums Würzburg konnte 1805 eine eigene katholische Kirche gebaut werden.

### 20. Jahrhundert bis heute
Für die Entwicklung des Ortes war neben der Kirche auch der Einfluss der Schule entscheidend. Als erster Lehrer wird Georg Herrmann 1580 in den Annalen erwähnt. 1702 wurde von einem katholischen Instruktor berichtet, der 1711 als Lehrer angestellt wurde. Von Buchbrunn sind vier Schulhäuser bekannt. 1818 wurde inmitten des Dorfes eine Schule errichtet, die 1880 an gleicher Stelle durch einen Neubau ersetzt wurde. Seit 1967 wird das Gebäude als Rathaus mit Gemeindeverwaltung genutzt. 1844 entstand das katholische Schulhaus, in dem sich heute der Gemeinderaum am Brunnen befindet. 1964 wurde das neue heutige Schulhaus eingeweiht, in dem die Hauptschule Buchbrunn ihren Sitz hat.
Wie erwähnt hatte besonders der Weinbau im Ort seit Mitte des letzten Jahrhunderts besondere Bedeutung. Etwa ein Dutzend selbständige Weinhändler und Büttner boten Arbeit und Verdienst für viele Buchbrunner. Am längsten und erfolgreichsten wirkte die Firma Meuschel. Sie machte den Buchbrunner Wein weit über die Grenzen Frankens bekannt. Sie bot fränkische Weine auf der Pariser Weltausstellung 1888 an und lieferte bis nach Nord- und Südamerika, Afrika und Asien. Buchbrunn verdankt seine wirtschaftliche Entwicklung nicht zuletzt dem Anschluss an das Straßen- und Schienennetz. Mit der Errichtung des Bahnhofs Buchbrunn-Mainstockheim im Jahre 1892 eröffneten sich gute Reise- und Transportmöglichkeiten.
Die beiden Weltkriege 1914/1918 und 1939/1945 forderten auch in Buchbrunn große Opfer an Menschenleben. Auf dem Kriegerdenkmal sind die Namen von 46 Gefallenen und 16 Vermissten zu lesen. Viele Heimatvertriebene haben hier eine neue Heimat gefunden.
Das Dorf hat in den letzten Jahrzehnten eine grundlegende Strukturänderung erfahren. Nur noch wenige Vollerwerbslandwirte sind geblieben. Der Großteil der Bevölkerung arbeitet in Industrie, Handel und Gewerbe.

### Daten aus der neueren Geschichte
- 1936: Erster Kindergarten im ehemaligen Anwesen Meuschel
- 1950/51 Bau der gemeindeeigenen Wasserleitung, zwei Pump- und Laufbrunnen wurden ersetzt
- 1963: Errichtung des neuen Schulgebäudes an der Schulstraße. Einweihung am 4. Januar 1964. Erweiterung der Verbandsschule im Jahre 1991. Einweihung am 15. Juni 1991.
- 1964: Bau der Umgehungsstraße KT 27 von der Bundesstraße 8 nach Mainstockheim. Eröffnung des westlichen Abschnitts der B 8 bis Ortseinfahrt Buchbrunn am 1. August 1967
- 1967: Verlegung des Rathauses vom früheren Meuschelshaus in die ehemalige Schule. Eröffnung am 1. August 1967.
- 1970: Abschluss der Flurbereinigung (seit 1960) und der damit verbundenen Dorfsanierung mit der Ringstraße.
- 1974 Freigabe der Umgehungsstraße KT 27 bis Mainstockheim mit der Bahnunterführung am 28. November 1974. Der beschrankte Bahnübergang wurde geschlossen; das Bahnhofsgebäude 1976 abgerissen.
- 1977: Bau des Sportgeländes an der Kitzinger Straße. Einweihung am 9. Juli 1977. Am 9. August 1977 Freilegung von zwei Skeletten in einem Hockergrab auf dem Grundstück von Karl Schleyer an der Klettenbergstraße. Nach Schätzung von Fachleuten sind sie etwa 4000 Jahre alt.
- 1978/80: Durchführung der Ortskanalisation und anschließendem Straßenbau mit Verlegung aller Energieversorgungsleitungen.
- 1981: Bau und Inbetriebnahme der Sporthalle
- 1982: Anlage des Freizeitgeländes und des Spielplatzes am Gänsewasen. Ein Großteil des Areals diente bis zum Ersten Weltkrieg als Lehmgrube für eine Kitzinger Ziegelei. Die Mulde wurde mit dem Aushub beim Bau der Gebietswinzergenossenschaft 1959/69 aufgefüllt.
- 1995: Errichtung des neuen Kindergartens. Einweihung am 17. Dezember 1995
- 1997: Bau des Feuerwehrhauses am Neuen Weg und Anschaffung des Löschfahrzeugs
- 2001/02: Ausgrabung einer bandkeramischen Siedlung am Ortsrand von Buchbrunn
- 2005: Renovierung des Rathauses und Neugestaltung des Dorfplatzes
- 2006: Eröffnung der Ausstellung Erlebnis Steinzeit im Foyer des Rathauses mit neolithischen Funden aus den zurückliegenden Grabungen
- 2007/8: Nachbau eines jungsteinzeitlichen Langhauses

### Religionen
Es gibt eine evangelische und eine römisch-katholische Kirchengemeinde.

### Einwohnerentwicklung
- 1970: 0804 Einwohner
- 1987: 0827 Einwohner
- 1991: 0866 Einwohner
- 1995: 0958 Einwohner
- 2000: 0985 Einwohner
- 2005: 1035 Einwohner
- 2010: 1041 Einwohner
- 2015: 1128 Einwohner

Im Zeitraum 1988 bis 2018 stieg die Einwohnerzahl von 840 auf 1099 um 259 Einwohner bzw. um 30,8 %. 2017 hatte die Gemeinde 1131 Einwohner. (Quelle: BayLfStat)

## Politik

### Bürgermeister
Erster Bürgermeister ist seit 1. Mai 2014 Hermann Queck (FWG); dieser wurde am 15. März 2020 mit 82,1 % der Stimmen wiedergewählt.

### Wappen
| | Blasonierung: „In Silber ein schwarzer Röhrenbrunnen mit links-stehendem Trog, rechts eine grüne Buche.“ |
| Wappenbegründung: Buchbrunn wurde im Jahr 1244 erstmals urkundlich genannt. Das Wappen beruht auf einem Gerichtssiegel aus dem 17. Jahrhundert. Der Brunnen und die Buche stehen redend für den Ortsnamen. Auf dem Dorfplatz stehen ebenfalls ein alter Röhrenbrunnen und eine Buche, was die Gemeinde veranlasste, diese beiden Darstellungen in ihr Wappen zu übernehmen. Die Gemeinde unterstand im späten Mittelalter den Markgrafen von Brandenburg-Ansbach. Deren Wappen wurden die Farben Silber und Schwarz entnommen. Das Wappen wurde vom Innenministerium am 27. Oktober 1969 verliehen. | |

## Wirtschaft und Infrastruktur

### Wirtschaft einschließlich Land- und Forstwirtschaft
2017 gab es in der Gemeinde 103 sozialversicherungspflichtige Arbeitsplätze. Von der Wohnbevölkerung standen 520 Personen in einem versicherungspflichtigen Beschäftigungsverhältnis. Damit war die Zahl der Auspendler um 417 Personen größer als die der Einpendler. 12 Einwohner waren arbeitslos. 2016 gab es 11 landwirtschaftliche Betriebe.

### Weinbau
Buchbrunn ist heute Weinbauort im Anbaugebiet Franken. Um das Dorf existiert eine Weinlage; der Wein wird seit den 1970er Jahren unter dem Namen Buchbrunner Heißer Stein vermarktet. Buchbrunn ist Teil des Bereichs MainSüden; bis 2017 waren die Winzer im Bereich Maindreieck zusammengefasst. Die Muschelkalkböden mit Lehmbeimischungen um Buchbrunn eignen sich ebenso für den Anbau von Wein wie die Lage in der Maingauklimazone, die zu den wärmsten Deutschlands gehört.
Bereits seit dem Frühmittelalter betreiben die Menschen in der Region Weinbau. Die fränkischen Siedler brachten wohl im 7. Jahrhundert die Rebe mit an den Main. Im Mittelalter gehörte die Region zum größten zusammenhängenden Weinbaugebiet im Heiligen Römischen Reich. Erstmals erwähnt wurde der Weinbau in Buchbrunn allerdings erst in einer Urkunde des Jahres 1378. Die Menschen betrieben zumeist Nebenerwerbsweinbau zur Selbstversorgung, gleichzeitig bildeten sich bereits Exportzentren insbesondere entlang des Maines heraus. Die Buchbrunner betrieben ausschließlich Nebenerwerbsweinbau.
Der Weinbau erlebte nach der Säkularisation zu Beginn des 19. Jahrhunderts einen umfassenden Niedergang. Vor allem klimatisch weniger begünstige Lagen gab man vollständig auf. Zusätzlich erschwerte das Aufkommen von Schädlingen wie der Reblaus den Anbau. Konsolidieren konnte sich die Weinbauregion Franken erst wieder in der zweiten Hälfte des 20. Jahrhunderts. Der Einsatz von Düngern und verbesserte Anbaumethoden hatten dazu ebenso beigetragen wie die Organisation in Genossenschaften und die Flurbereinigung der 1970er Jahre.
Insbesondere durch die Nähe zu Kitzingen wurde Buchbrunn in der zweiten Hälfte des 19. Jahrhunderts zum Weinhandelsort. Die Firma von Johann Wilhelm Meuschel exportierte ihre Weine weltweit. Gleichzeitig ging der Weinanbau in Buchbrunn stark zurück. Hierzu trug vor allem die Reblaus bei. Erst seit den 1970er Jahren existiert wieder eine eigene Weinlage. Insgesamt 18 Weingüter haben ihren Sitz im Dorf. Mittelpunkt der Weinkultur ist das Weinfest Ende Juli.
| Weinlage     | Größe 1993 | Größe 2013 | Himmelsrichtung  | Hangneigung | Hauptrebsorte  | Großlage         |
| ------------ | ---------- | ---------- | ---------------- | ----------- | -------------- | ---------------- |
| Heißer Stein | 20 ha      | 19 ha      | Süden, Südwesten | 15–25 %     | Müller-Thurgau | Kitzinger Hofrat |

### Verkehr
Buchbrunn ist attraktiv durch seine abgeschiedene Zentralität, wie es ein Zeitungsartikel einmal formulierte.
In nächster Nähe befinden sich die Kreisstadt Kitzingen (ca. zwei Kilometer), die Universitätsstadt / Großstadt Würzburg (ca. 15 Kilometer), die Bundesstraße B 8 und die Autobahnen A 3 und A 7 und das Autobahnkreuz Biebelried (ca. 3 km).
Exakt zwischen Buchbrunn und der Nachbarortschaft Mainstockheim befindet sich zudem der Haltepunkt Buchbrunn-Mainstockheim (Nahverkehr im Landkreis Kitzingen#Bahnhöfe/Haltepunkte im Landkreis (Taktverkehr) ca. 700 m) an der Bahnstrecke Fürth–Würzburg. Hier besteht im Stundentakt Anschluss zu den Regionalzügen der Mainfranken-Bahn. Der Bahnsteigbereich wurde 2012 im Zuge von Modernisierungsarbeiten an der Strecke komplett erneuert.
Trotz dieser zentralen Lage hat Buchbrunn aber in unmittelbarer Nähe keine Hauptverkehrswege, was eine gewisse Abgeschiedenheit und vor allem ruhige Lage mit sich bringt.
Durch Buchbrunn verläuft der Fränkische Marienweg.

### Bildung
Es gibt folgende Einrichtungen (Stand: 2015):
- Evangelisches „Haus für Kinder“ mit zwölf Krippenplätzen und 32 Kindergartenplätzen, betreut werden die Kinder in zwei Regelgruppen und einer kleineren Krippengruppe von Erzieherinnen und Kinderpflegerinnen
- Grund- und Mittelschule Buchbrunn, Inklusionsschule, Lehrerzahl: 30, Schülerstand: 260

### Vereine und Gruppierungen
- TSV Buchbrunn (Turn- und Sportverein)
- Freiwillige Feuerwehr Buchbrunn e. V.
- Männergesangverein Eintracht
- Die Geometer
- Posaunenchor Buchbrunn
- Bund Naturschutz in Bayern, Ortsgruppe seit 1987
- Geschichte in Buchbrunn (GiB) e. V.
- Landfrauen

## Persönlichkeiten
- Johann Peter Rasp (1700–1773), Münzmeister in Stuttgart[15]
- Alois Josef Ruckert (1846–1916), Lehrer und Schriftsteller, Ruckert wuchs in Buchbrunn auf, wo sein Vater die Stelle als Lehrer innehatte
- Wilhelm Gottlob Meuschel (1848–1912), Winzer[16][17]
- Franz Miltenberger (1867–1959), römisch-katholischer Priester, Generalvikar und Domprobst in Würzburg